# BAP Antofagasta (SS-32)
El BAP Antofagasta (SS-32) es uno de los cuatro submarinos Tipo 209/1200 ordenado por la Marina de Guerra del Perú el 12 de agosto de 1976. Fue construido por el astillero alemán Howaldtswerke-Deutsche Werft en su astillero de Kiel. Su nombre recuerda al segundo combate naval de Antofagasta ocurrido en el marco de la guerra del Pacífico. Después de las pruebas en el mar del Norte, llegó al puerto peruano del Callao en 1981. 

## Características
En superficie, desplaza 1180 t, mientras que sumergido desplaza 1290 t. Tiene una eslora de 56 m, una manga de 6,3 m y un calado de 5,5 m. Como submarino Tipo 209, tiene un sistema de propulsión diésel-eléctrica, compuesta por cuatro motores diésel MTU Siemens y un motor eléctrico Siemens, con una potencia de 3600 hp, con la que puede desarrollar una velocidad de 10 nudos en superficie y 22 nudos sumergido.
El submarino recibió una revisión a fondo por los Servicios Industriales de la Marina SIMA en el Callao en 1996.